# US Indoors 1972
Lo US Indoors 1972 è stato un torneo di tennis giocato sul sintetico indoor. È stata la 65ª edizione del torneo, che fa parte del Virginia Slims Circuit 1972. Si è giocato a Boston negli USA dal 25 al 31 gennaio 1972.

## Campionesse

### Singolare
Virginia Wade ha battuto in finale  Françoise Dürr con il punteggio di 6–3, 7–5.

### Doppio
Rosie Casals /  Virginia Wade hanno battuto in finale  Judy Tegart-Dalton /  Françoise Dürr con il punteggio di 2–6, 6–3, 7–6.